# Frankrikeplatsen
Frankrikeplatsen (armeniska: Ֆրանսիայի հրապարակ: Fransiaji hraparak Frankrikes torg) är en trafikplats och torgbildning i Kentron i Armeniens huvudstad Jerevan. Platsen omges av Martiros Sarjanparken i väster och Komitasparken i öster. Den fick sitt namn vid en ceremoni med de dåvarande presidenterna Jacques Chirac och Robert Kotjarjan i september 2006.
Torget ligger mellan Jerevans operahus i söder och parken vid Kaskaden i norr, på andra sidan av Moskvagatan. Den genomkorsas av de stora trafikgatorna Mesrop Masjtotsavenyn och Marskalk Baghramjanavenyn/Sajat-Novaavenyn. 
Mitt på Place de France står en staty över skulptören Auguste Rodin, modellerad av skulptören Jules Bastien-Lepage 1887–1889. Den är en gåva, som överlämnades av Frankrikes president Nicolas Sarkozy 2011.
År 2014 presenterades en skiss för rekonstruktionen av torget, enligt vilken trafikkorsningen läggs under mark på olika nivåer. [uppföljning saknas]

## Bildgalleri

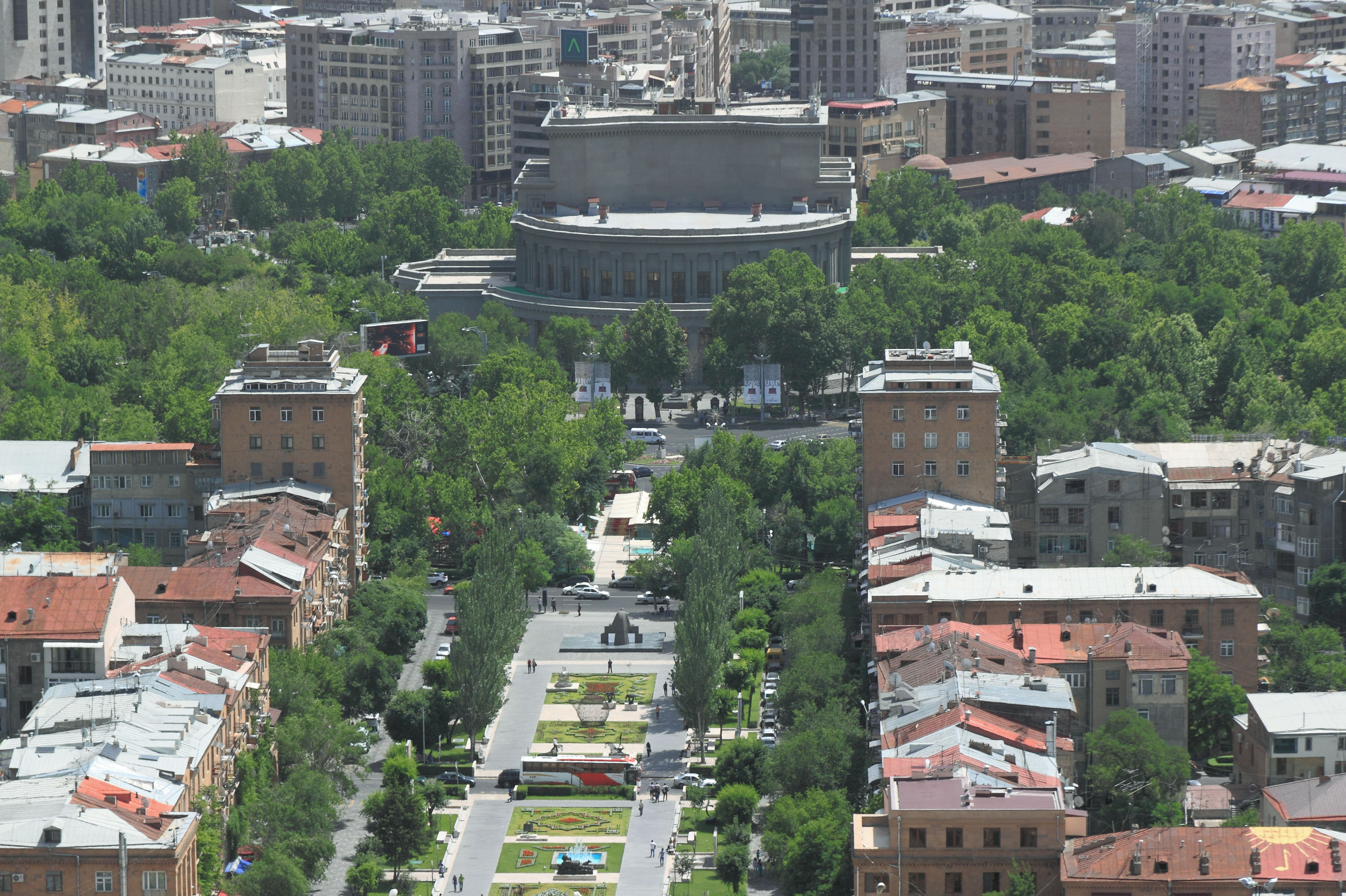
Utsikt från Kaskaden mot Jerevans operahus, med Place de France i bildens mitt
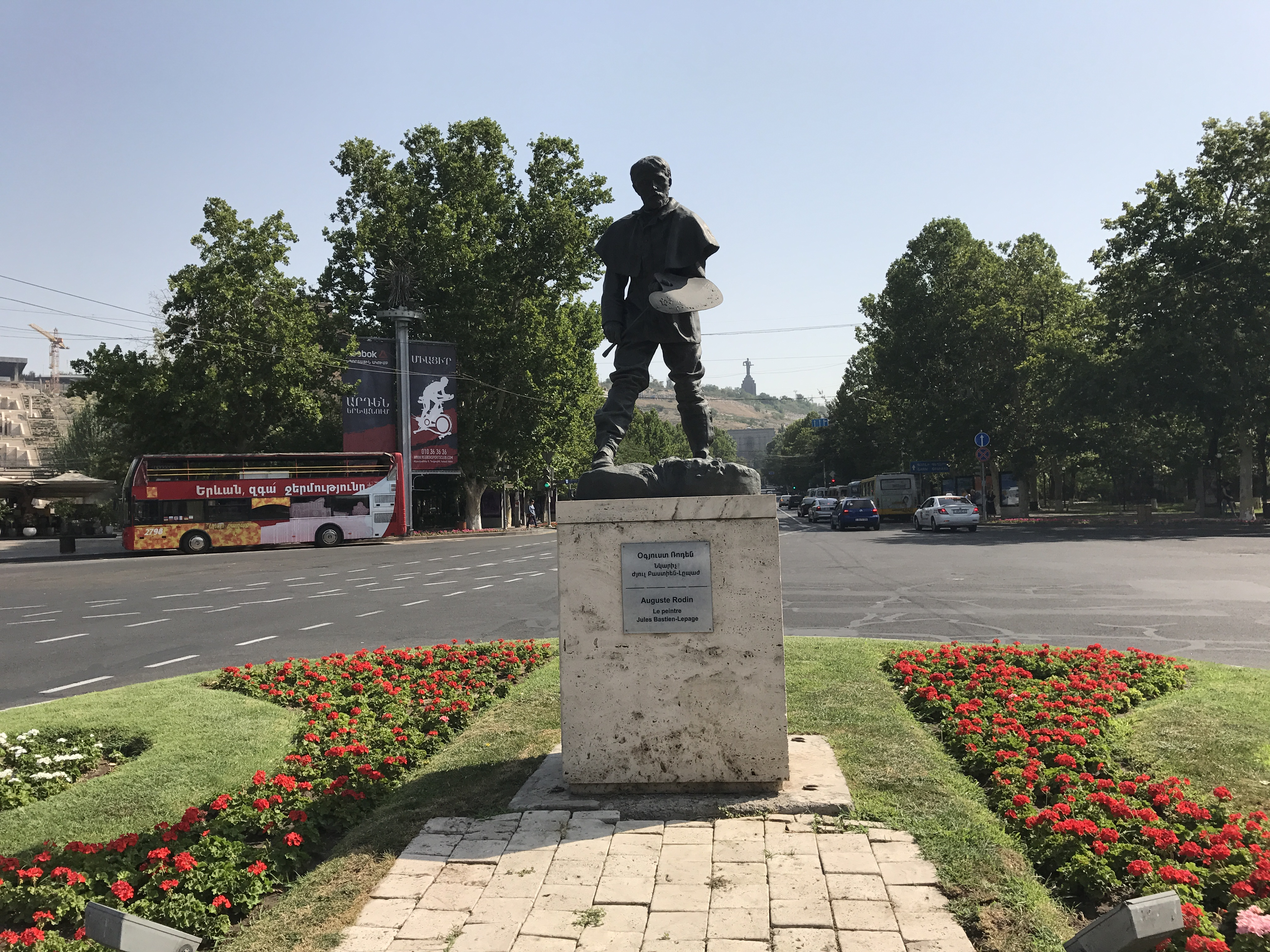
Statyn över Auguste Rodin med Moder Armenien i fonden
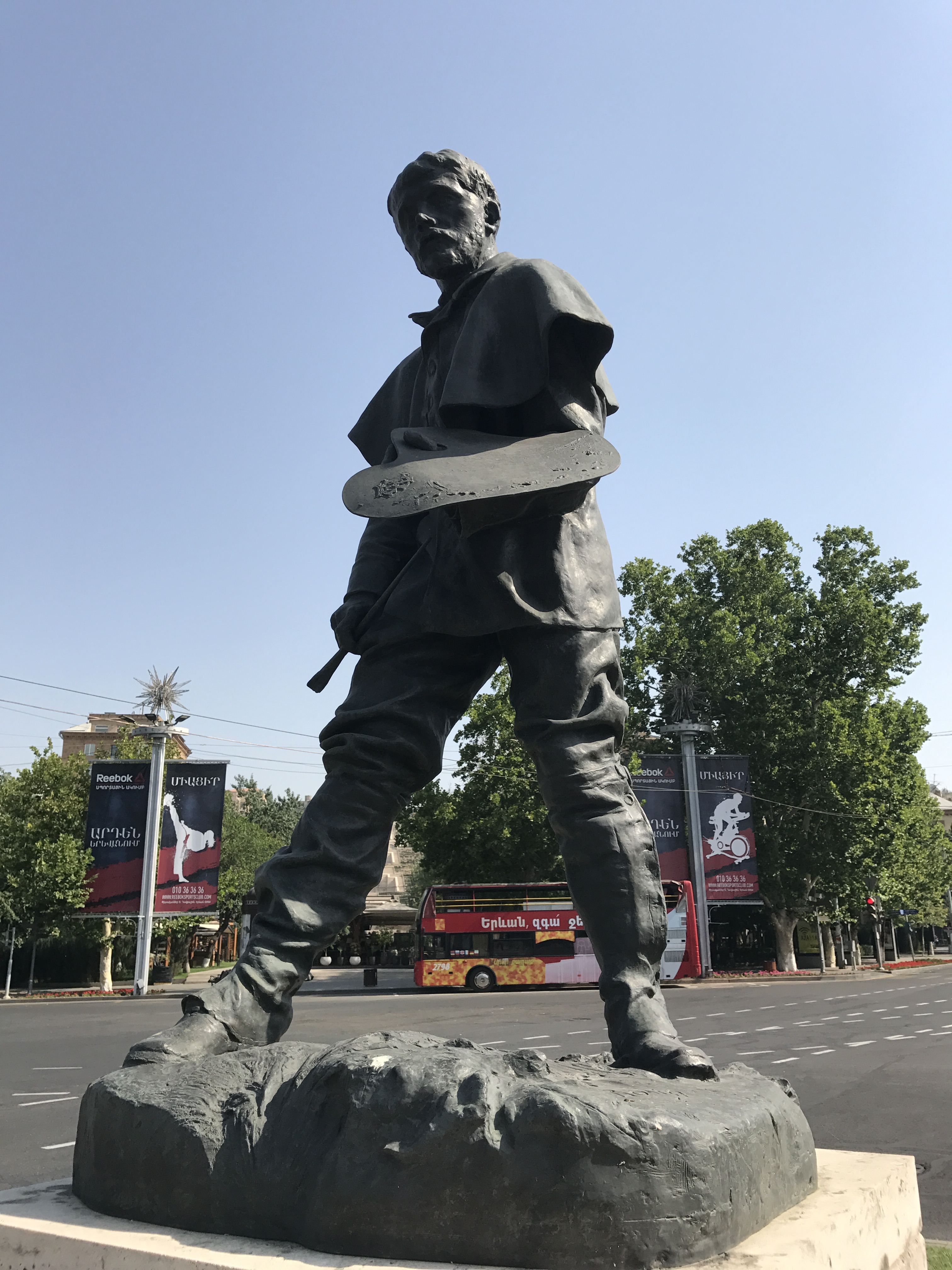
Statyn över Auguste Rodin
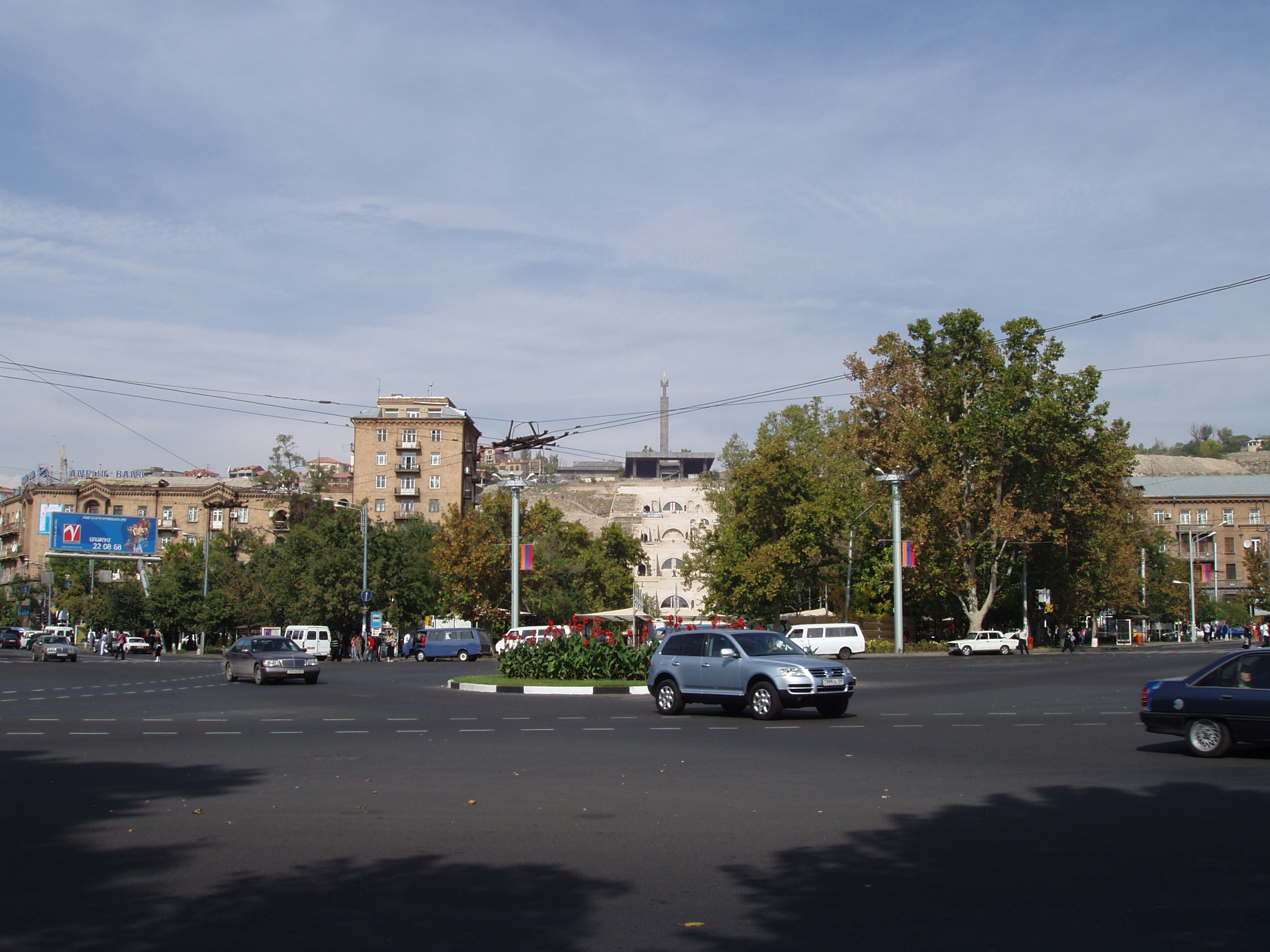
Foto taget rakt norrut med Kaskaden i fonden
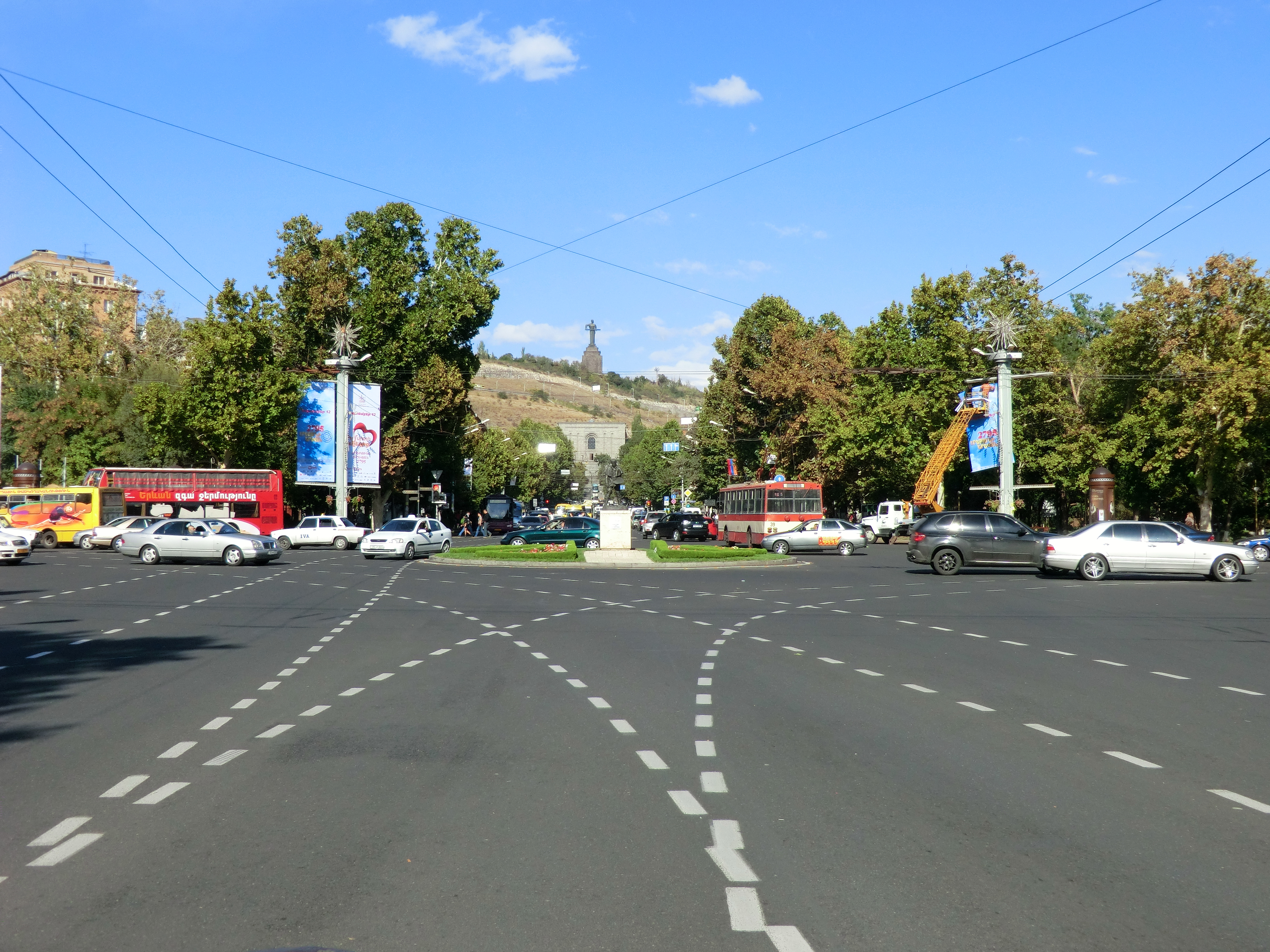
Foto taget mot nordost utmed Mesrop Masjtotsavenyn, med monumentalskulpturen Moder Armenien i Segerparken i fonden
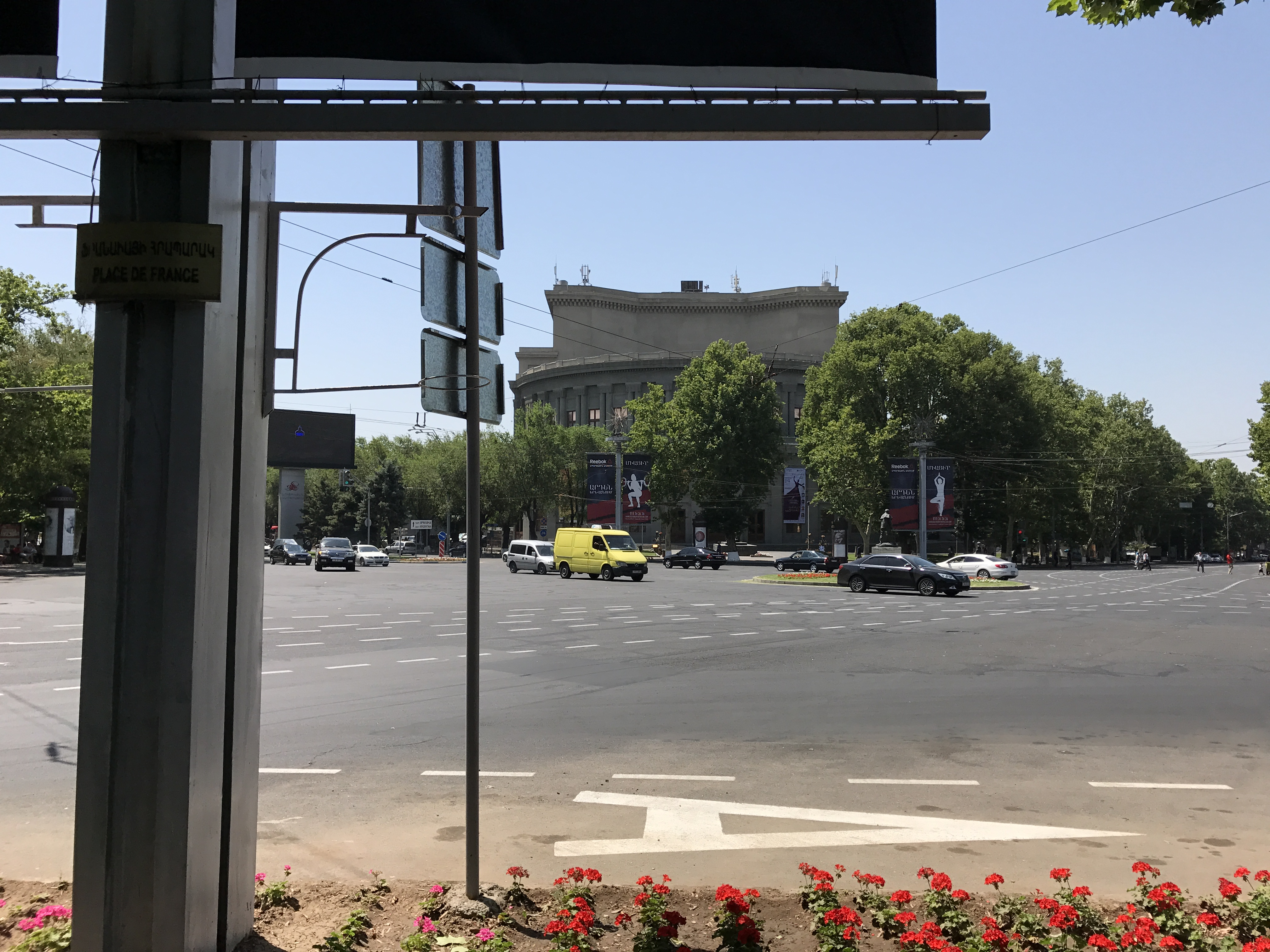
Fotot taget mot söder och Jerevans operahus
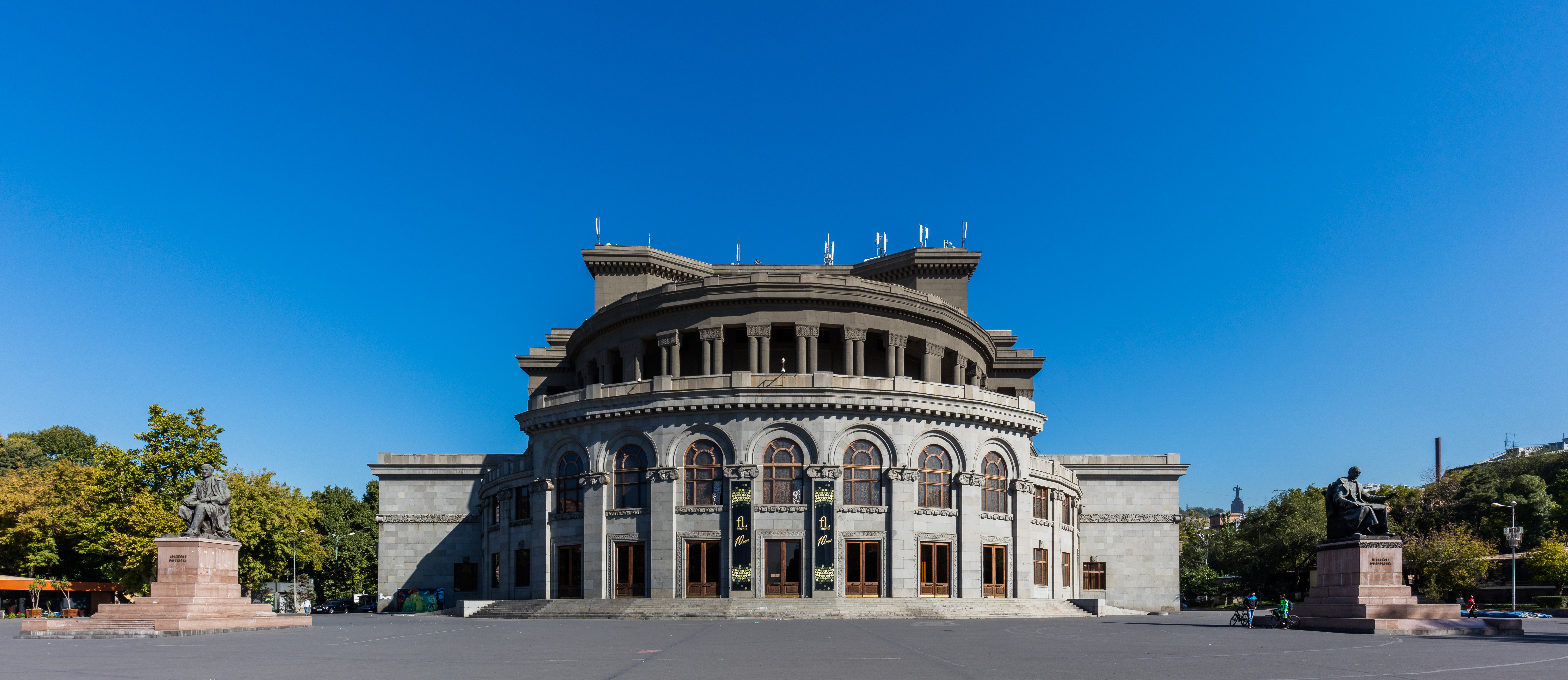
Jerevans operahus